# Тоурбергюр Тоурдарсон
То́урбергюр То́урдарсон (исл. Þórbergur Þórðarson; 12 марта 1888, Хала-и-Сюдюрсвейт — 12 ноября 1974, Рейкьявик) — исландский писатель-социалист и эсперантист. Соратник и единомышленник Нобелевского лауреата Хальдоура Кильяна Лакснесса. Вырос в сельской местности, перебрался в Рейкьявик, чтобы работать на море. Первый крупный роман вышел в 1924 году. 30 июня 2006 года в его родном селении был открыт музей и культурный центр Тоурбергссетюр (Þórbergssetur).

### Сборники стихов
- Hálfir skósólar, 1915
- Spaks manns spjarir, 1917
- Hvítir hrafnar, 1922 (переиздание предыдущих двух сборников с новыми стихами)
- Edda Þórbergs Þórðarsonar, 1941
- Marsinn til Kreml, 1962

### Работы об эсперанто
- Alþjóðamál og málleysur, 1933
- Esperanto I. Leskaflar, 1936
- Esperanto I. Leskaflar (endurútgáfa aukin), 1937
- Esperanto II. Málfræði, 1924
- Esperanto IV. Leskaflar með orðasafni, 1939

### Автобиографические работы
- Bréf til Láru, 1924
- Rauða hættan, 1935 сборник рассказов о путешествии в СССР
- Íslenskur aðall, 1938
- Ofvitinn I-II, 1940 og 1941
- Sálmurinn um blómið I-II, 1954 og 1955

| - Steinarnir tala, 1956 | объединяются в цикл под названием Í Suðursveit |
| - Um lönd og lýði, 1957 | объединяются в цикл под названием Í Suðursveit |
| - Rökkuróperan, 1958    | объединяются в цикл под названием Í Suðursveit |
| - Fjórða bók, 1974      | объединяются в цикл под названием Í Suðursveit |

- Bréf til Sólu, 1983
- Ljóri sálar minnar, 1986
- Mitt rómantíska æði, 1987

### Биографии
Биография Аурди Тоураринссона («Ævisaga Árna prófasts Þórarinssonar»):
- Fagurt mannlíf, 1945
- Í sálarháska, 1946
- Hjá vondu fólki, 1947
- Á Snæfellsnesi, 1948
- Með eilífðarverum, 1949
- Að æfilokum, 1950

Биография Эйнара Сигюрдссона («Ævisaga Einars ríka»):
- Fagurt er í eyjum, 1967
- Fagur fiskur í sjó, 1968
- Fagurt galaði fuglinn sá, 1970
- Hús & Bátur